# ヤコブ・ラセク
ヤコブ・ラセク（Jakob Hlasek, 1964年11月12日 - ）は、スイスの元男子プロテニス選手。チェコスロバキアのプラハに生まれる。1992年の全仏オープン男子ダブルス部門で、マルク・ロセとペアを組んで優勝した選手である。自己最高ランキングはシングルス7位、ダブルス4位。ATPツアーでシングルス5勝、ダブルスで1992年全仏オープンを含む20勝を挙げた。身長187cm、体重78kg、右利き。

## 経歴
ラセクの家族は、彼が4歳の時にチェコスロバキアからスイスのチューリヒへ引っ越した。1983年にプロ入りし、同年のウィンブルドンで4大大会にデビューする。1984年ロサンゼルス五輪で、テニスが21歳以下の選手による「公開競技」として行われた時、19歳のラセクはベスト8まで進出した。その後、ラセクは1988年ソウル五輪と1992年バルセロナ五輪にも出場し、スイス代表選手として3度のオリンピック出場を果たした。
ヤコブ・ラセクは1991年全仏オープンで4大大会のシングルス自己最高成績を出し、初めての準々決勝でアンドレ・アガシに 3-6, 1-6, 1-6 のストレートで完敗した。その翌年、1992年の全仏オープン男子ダブルスにおいて、ラセクは同じスイスのマルク・ロセとペアを組んで活躍する。ラセクとロセは、初めての決勝でアンドレイ・オルホフスキー（ロシア）＆デビッド・アダムズ（南アフリカ）組を 7-6, 6-7, 7-5 で破って初優勝を遂げた。続くウィンブルドンでは、ラセクはフランスのギー・フォルジェとペアを組んで男子ダブルス準決勝に進出したが、ジョン・マッケンロー＆ミヒャエル・シュティヒ組に 6-7, 3-6, 6-7 のストレートで敗れた。
ウィンブルドン選手権の後、ラセクはバルセロナ五輪にも出場したが、シングルスは3回戦、ロセとの男子ダブルスでは準々決勝で敗退する。このバルセロナ五輪で、ロセが男子シングルスの金メダルを獲得した。1992年は、スイスが男子テニス国別対抗戦・デビスカップで初の「ワールドグループ」（世界最上位16ヶ国）決勝進出を果たした年でもある。ラセクとロセの2人がチームを牽引したが、12月4日-6日の決勝でスイスはアメリカに「1勝3敗」で敗れ、ラセクも出場3試合すべてを落とした。
現役最後の年になった1996年、ラセクは男子ツアー大会の前半戦で早期敗退が続いたが、全仏オープンの男子ダブルスでギー・フォルジェとペアを組み、4年ぶり2度目の決勝に進出した。2人はエフゲニー・カフェルニコフ（ロシア）＆ダニエル・バチェク（チェコ）組に 2-6, 3-6 のストレートで敗れ、ラセクは4大大会ダブルス2勝目のチャンスを逃した。それから、ラセクはウィンブルドンと全米オープンの2大会連続で男子シングルス4回戦に勝ち上がった。ウィンブルドンは1987年以来9年ぶり、全米オープンは1988年以来8年ぶりの4回戦進出であった。最後のウィンブルドンではジェイソン・ストルテンバーグ（オーストラリア）に 2-6, 6-7, 2-6 のストレートで敗れ、全米オープン4回戦では第2シードのマイケル・チャンに 3-6, 4-6, 2-6 で敗れている。ラセクは同年12月の「グランドスラムカップ」準々決勝でボリス・ベッカーに敗れた試合を最後に、32歳で現役を引退した。